# Mysidia adusta
Mysidia adusta är en insektsart som beskrevs av Broomfield 1985. Mysidia adusta ingår i släktet Mysidia och familjen Derbidae. Inga underarter finns listade i Catalogue of Life.